# Emil Bobu

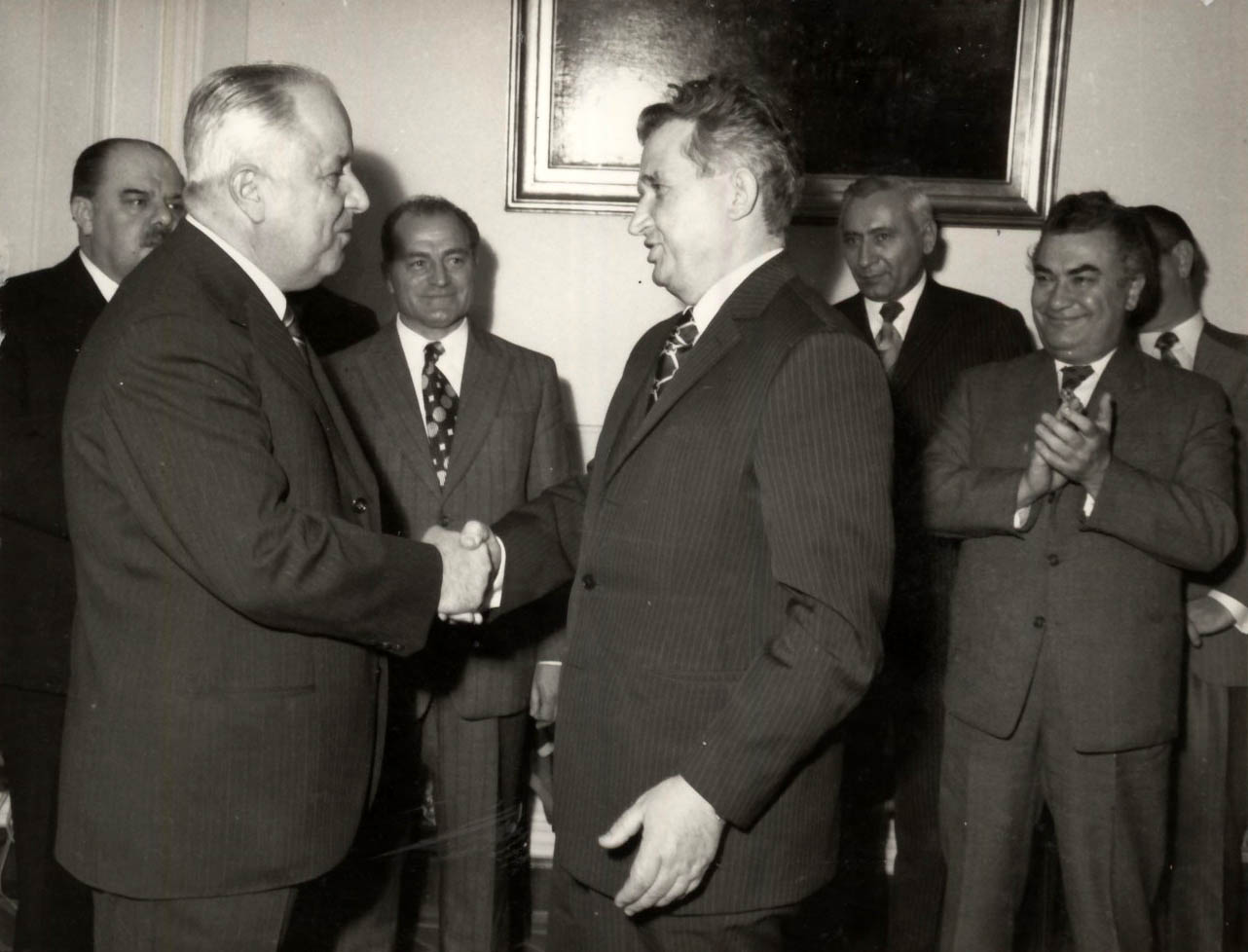
Emil Bobu (links) bei einer Ehrung durch Nicolae Ceaușescu (1977)

Emil Bobu (* 22. Februar 1927 in Vîrfu Cîmpului, Kreis Suceava; † 12. Juli 2014 in Bukarest) war ein rumänischer Politiker der Rumänischen Kommunistischen Partei (PCR).

## Leben
Der aus einer Bauernfamilie stammende Bobu arbeitete nach dem Schulbesuch auch zunächst in der Landwirtschaft und trat im November 1945 als Mitglied in die PCR ein. Zwischen 1954 und 1956 absolvierte er ein Teilzeitstudium der Rechtswissenschaften an der Universität Bukarest. Im Anschluss wurde er Funktionär der PCR und war zwischen 1961 und 1972 Präsident des Rates des Kreises Suceava. Im Mai 1961 wurde er mit der Medaille zum 40. Jahrestag der Gründung der PCR ausgezeichnet sowie als Abgeordneter in die Große Nationalversammlung gewählt.
Sein Aufstieg innerhalb der Parteihierarchie begann, nachdem er zwischen 1972 und 1973 Berater des Generalsekretärs der PCR, Nicolae Ceaușescu, war. Zunächst war er zwischen März 1973 und März 1975 als Nachfolger von Ion Stănescu Innenminister und in dieser Funktion zugleich Mitglied im Verteidigungsrat der Sozialistischen Republik Rumänien, eines der höchsten Gremien der Sozialistischen Republik und das maßgebliche Organ für Fragen der nationalen Verteidigung. Auf dem Elften Parteitag der PCR im November 1974 wurde er Mitglied des Politischen Exekutivkomitees.
Zwischen März 1975 und Februar 1979 war er Sekretär für Recht und Militär des Zentralkomitee (ZK) der PCR und war darüber hinaus in der gleichen Zeit auch Vizepräsident des Staatsrates, während Teodor Coman neuer Innenminister wurde.  Auf dem Zwölften Parteitag der PCR im November 1979 wurde er zum Mitglied des Ständigen Büros des Politischen Exekutivkomitees gewählt und gehörte damit neben Nicolae und Elena Ceaușescu sowie Gheorghe Rădulescu und Constantin Dăscălescu zu den unangefochtensten und mächtigsten Personen im obersten Führungsgremium der Partei bis zur rumänischen Revolution im Dezember 1989 an.
Im März 1979 wurde er Arbeitsminister in der Regierung von Ministerpräsident Ilie Verdeț und bekleidete dieses Amt bis Februar 1981. Anschließend war er zwischen Februar 1981 bis Dezember 1989 Sekretär des ZK für Kader und Organisation. Daneben war er zwischen Januar und Mai 1982 auch Vizeministerpräsident. Bobu gehörte zu den engsten Vertrauten Ceaușescus und neben Manea Mănescu zu den Mitgliedern der Parteiführung, die mit diesem während der Revolution am 22. Dezember 1989 mit einem Hubschrauber die Flucht ergreifen wollten.
Zu Beginn der Revolution gehörte er neben Nicolae und Elena Ceaușescu, Ministerpräsident Dăscălescu, Gheorghe Oprea, Manea Mănescu, Ion Dincă, Innenminister Tudor Postelnicu, dem Leiter der Securitate Iulian Vlad, Verteidigungsminister Vasile Milea sowie Vize-Verteidigungsminister Ilie Ceaușescu zu den wenigen Politikern, die in die geplante Niederschlagung der Revolution eingeweiht waren.
Für seine Verdienste wurde er mehrfach ausgezeichnet und erhielt unter anderem den Stern der Volksrepublik Rumänien (1959) sowie zweimal den Orden 23. August und wurde darüber hinaus 1981 Held der Sozialistischen Arbeit. Überdies wurde ihm am 21. Oktober 1975 das Großkreuz des Ordens des Infanten Dom Henrique verliehen.
Nach der Revolution wurde gegen ihn Anklage erhoben. Am 2. Februar 1990 wurde Emil Bobu gemeinsam mit Manea Mănescu, Tudor Postelnicu und Ion Dincă zu lebenslanger Haft verurteilt. Später wurde dieses Urteil reduziert auf eine zehnjährige Freiheitsstrafe und anschließendem fünfjährigem Verlust der politischen Rechte.